# نائنگ میون
نائنگ میون (냉면) یا رائنگ میون (랭면، در کره شمالی) یک غذای نودل با خاستگاه کره شمالی است که شامل نودل‌های دراز و باریک دست‌سازی است که از مواد اولیهٔ آرد و نشاسته گوناگونی از جمله گندم سیاه، سیب زمینی، سیب زمینی شیرین، نشاسته اروروت (با رنگ تیره‌تر و ویزگی نرم‌تر نسبت به نودل‌های گندم سیاه) و کودزو تشکیل شده‌است. مقدار مادهٔ اولیه گندم سیاه بر بقیه مواد اولیه برتری دارد (علیرغم نام آن، گندم نیست بلکه بیشتر با ترشک درشت مرتبط است). انواع دیگر نائنگ میون از مواد اولیه ای همچون چای سبز و جلبک دریایی تهیه می‌شود. 